# Haroldiella sykesii
Haroldiella sykesii är en nässelväxtart som beskrevs av Florence. Haroldiella sykesii ingår i släktet Haroldiella och familjen nässelväxter. Inga underarter finns listade i Catalogue of Life.